# Specie reactivă de oxigen
O specie reactivă de oxigen (prescurtată SRO sau ROS, din engleză reactive oxygen species) este o specie chimică reactivă ce conține în structura sa oxigen. Printre cele mai comune SRO se numără: peroxizii, superoxizii, radicalii hidroxil și oxigenul singlet.
În contextul biochimic, speciile reactive de oxigen sunt formate ca produși secundari naturali ai metabolismului fiziologic al oxigenului, și au astfel un rol deosebit în semnalizarea celulară și în homeostazie. În timpul unor condiții de mediu nefavorabile (precum expunerea la lumină ultravioletă sau expunerea la căldură), nivelul acestor specii reactive poate crește dramatic. Această creștere poate avea ca rezultat distrugerea unor structuri celulare, fenomen cunoscut sub denumirea de stres oxidativ. Producerea speciilor reactive de oxigen este influențată de răspunsurile la factori de stres la plante, iar printre factori se numără: seceta, salinitatea, deficitul de nutrienți, toxicitatea datorată metalelor și radiațiile UV-B. Generarea speciilor reactive de oxigen se mai poate datora și unor surse exogene, precum radiațiile ionizante.

## Formare și descompunere

Implicarea radicalilor liberi în traumatismele tisulare. Toxicitatea indusă de xenobiotice și detoxificarea ulterioară datorată enzimelor celulare.

Reducerea oxigenului molecular (O2) duce la formarea de superoxizi (•O−
2), compuși precursori ai multor specii reactive de oxigen:
O2 + e− → •O−
2
Prin disproporționarea superoxizilor are loc formarea peroxidului de hidrogen (H2O2):
2 H+ + •O−
2 + •O−
2 → H2O2 + O2
La rândul său, peroxidul de hidrogen poate fi redus parțial la un radical hidroxil (•OH), sau poate fi redus la apă:
H2O2 + e− → HO− + •OH
2 H+ + 2 e− + H2O2 → 2 H2O